# Континент

Континентальные модели

Контине́нт (от лат. continens — объемлющий, непрерывный) — крупный массив земной коры, большая часть которого не покрыта водой, а окраины находятся ниже уровня океана.
Как равнозначный либо близкий к понятию «континент» также употребляется термин «матери́к».
В геологическом смысле континент соответствует крупному блоку коры континентального типа и включает в себя, кроме суши, также территорию прилегающей материковой окраины, шельфа и находящихся на нём островов. Очертания континентов меняются в геологическом времени. Материки, существовавшие на Земле в прежние эпохи, называются палеоконтинентами.

## Терминология
Материк — обширное пространство суши, омываемое морями и океанами.
Материк — понятие геологическое. Граница между материками на суше проходит по перешейкам: Панамскому — между Северной и Южной Америкой, и по Суэцкому — между Африкой и Евразией.
Материков шесть:
- Евразия;
- Африка;
- Северная Америка;
- Южная Америка;
- Австралия;
- Антарктида.

В геологии к материку часто относят также подводную окраину материка, включая острова, расположенные на ней. Материки с тектонической точки зрения — участки литосферы, имеющие континентальное строение земной коры.
Существует также схожее историко-культурное понятие «части света». На материке Евразия расположены две части света — Европа и Азия, а часть света Америка включает два материка — Южную и Северную Америки.
В шесть частей света входят:
- Азия;
- Африка;
- Америка;
- Европа;
- Австралия и Океания;
- Антарктика (Антарктида с прибрежными морями и островами).

Иногда Океанию и Арктику выделяют в отдельные части света.
Граница между Европой и Азией с севера на юг проходит по Уральским горам, затем по реке Эмба (либо по реке Урал) до Каспийского моря, севернее Кавказа — по рекам Кума и Маныч (либо по водоразделу Большого Кавказа) до Азовского моря, далее — по Чёрному, Мраморному и Средиземному морям. Описанная выше граница не является бесспорной — это лишь один из нескольких принятых в мире вариантов.

## Существующие континенты

### Евразия

Евразия на глобусе

Евра́зия — самый большой материк на Земле и единственный, омываемый четырьмя океанами: на юге — Индийским, на севере — Северным Ледовитым, на западе — Атлантическим, на востоке — Тихим. Континент расположен в Северном полушарии между 9° з. д. и 169° з. д., при этом часть островов Евразии находится в Южном полушарии. Бо́льшая часть континентальной Евразии лежит в Восточном полушарии, хотя крайние западная и восточная оконечности материка находятся в Западном полушарии. Евразия протянулась с запада на восток на 16 тыс. км, с севера на юг — на 8 тыс. км, при площади 53,6 млн км². Это более трети площади всей суши планеты. Площадь островов Евразии приближается к 2,75 млн км².
Содержит две части света: Европу и Азию. Линию границы между Европой и Азией чаще всего проводят по восточным склонам Уральских гор, реке Урал, реке Эмба, северо-западному побережью Каспийского моря, реке Кума, Кумо-Манычской впадине, реке Маныч, восточному побережью Чёрного моря, южному побережью Чёрного моря, проливу Босфор, Мраморному морю, проливу Дарданеллы, Эгейскому и Средиземному морям. Это разделение сложилось исторически. В природном отношении резкой границы между Европой и Азией не существует. Континент объединён непрерывностью суши, сложившейся на настоящий момент тектонической консолидированностью и единством многочисленных климатических процессов.
Сухопутная граница с Африкой проходит по Суэцкому перешейку.

### Северная Америка

Северная Америка на глобусе

Се́верная Аме́рика — один из континентов планеты Земля, расположенный на севере Западного полушария Земли. Северная Америка омывается с запада Тихим океаном с Беринговым морем, заливами Аляска и Калифорнийским, с востока Атлантическим океаном с морями Лабрадор, Карибским, заливом Святого Лаврентия и Мексиканским, с севера — Северным Ледовитым океаном с морями Бофорта, Баффина, Гренландским и Гудзоновым заливом. С запада континент отделён от Евразии Беринговым проливом. На юге граница между Северной и Южной Америкой проходит через Панамский перешеек.
В состав Северной Америки включают также многочисленные острова: Гренландию, Канадский арктический архипелаг, Алеутские острова, остров Ванкувер, архипелаг Александра и другие.
По площади Северная Америка находится на 3-м месте среди континентов, её площадь вместе с островами составляет 24,25 млн км², без островов — 20,36 млн км².

### Южная Америка

Южная Америка на глобусе

Ю́жная Аме́рика — южный континент в Америке, расположенный в основном в Западном и Южном полушариях планеты Земля, тем не менее, частично континент располагается и в Северном полушарии. Омывается на западе Тихим океаном, на востоке — Атлантическим, с севера ограничивается Северной Америкой, граница между Америками проходит по Панамскому перешейку и Карибскому морю.
В состав Южной Америки также входят различные острова, большинство из которых принадлежит странам континента. Карибские территории относятся к Северной Америке. Страны Южной Америки, которые граничат с Карибским морем — включая Колумбию, Венесуэлу, Гайану, Суринам и Французскую Гвиану — известны как Карибская Южная Америка.
Наиболее важными речными системами в Южной Америке являются Амазонка, Ориноко и Парана, общий бассейн которых составляет 7 млн км² (площадь Южной Америки 17.8 млн км²). Большинство озёр Южной Америки находятся в Андах, крупнейшим из которых и высочайшим в мире судоходным озером является Титикака, на границе Боливии и Перу. Самым большим по площади является озеро Маракайбо в Венесуэле, оно также и одно из самых древних на планете.
В Южной Америке находится самый высокий водопад в мире — Анхель. На материке располагается и самый мощный водопад — Игуасу.
Площадь Южной Америки — 17,8 млн км², это 4-е место среди континентов.

### Африка

Африка на глобусе

А́фрика — второй по площади материк после Евразии, омываемый Средиземным морем с севера, Красным — с северо-востока, Атлантическим океаном с запада и Индийским океаном с востока и юга. Африкой называется также часть света, состоящая из материка Африка и прилегающих островов.
Африканский континент пересекает экватор и несколько климатических зон; это единственный континент, протянувшийся от северного субтропического климатического пояса до южного субтропического. Из-за недостатка постоянных осадков и орошения — равно как ледников или водоносного горизонта горных систем — естественного регулирования климата нигде, кроме побережий, практически не наблюдается.
Площадь Африки вместе с островами около 30,3 млн км², без островов 29,2 млн км², что составляет 20,4 % поверхности суши.

### Австралия

Австралия на глобусе

Австра́лия — континент, расположенный в Восточном и Южном полушариях Земли. Вся территория материка является основной частью государства Австралийский Союз. Материк входит в часть света Австралия и Океания. Северное и восточное побережья Австралии омывают моря Тихого океана: Арафурское, Коралловое, Тасманово, Тиморское моря; западное и южное — Индийский океан. Близ Австралии расположены крупные острова Новая Гвинея и Тасмания. Вдоль северо-восточного побережья Австралии более чем на 2000 км тянется самый большой в мире коралловый риф — Большой Барьерный риф.
Австралия — самый маленький континент на Земле, её площадь 7,66 млн км², это около 5 % площади суши.

### Антарктида

Антарктида на глобусе

Антаркти́да — континент, расположенный на самом юге Земли, центр Антарктиды примерно совпадает с южным географическим полюсом. Антарктиду омывают воды Южного океана. Антарктидой называют также часть света, состоящую из материка Антарктиды и прилегающих островов.
Антарктида — самый высокий материк, его средняя высота — 2040 метров. На материке также находится около 85 % ледников планеты. Постоянного населения в Антарктиде нет, но присутствует более 50 научных станций, принадлежащих разным государствам и предназначенных для исследования и детального изучения особенностей континента.
Антарктида почти полностью покрыта ледниковым покровом, средняя толщина которого превышает 2500 метров. Существует также большое количество подлёдных озёр (более 140), самым крупным из которых является открытое российскими учёными в 1990-х годах озеро Восток.
Площадь Антарктиды составляет около 14,1 млн км² (10.5 % поверхности суши), что ставит её на 5-е место среди континентов.

## Гипотетические континенты

### Кенорленд
Кенорленд — гипотетический суперконтинент, существовавший по мнению геофизиков в неоархее (примерно 2,75 млрд лет назад). Название происходит от кеноранской фазы складчатости. Палеомагнитные исследования указывают, что Кенорленд находился в низких широтах.

### Нуна
Нуна (Колумбия, Хадсонленд) — гипотетический суперконтинент, существовавший в период от 1,8 до 1,5 млрд лет назад (максимальная сборка ~1,8 млрд лет назад). Предположение о его существовании было выдвинуто Дж. Роджерсом и М. Сантошем в 2002 году. Время существования Нуны приходится на палеопротерозойскую эру, что делает его предположительно старейшим суперконтинентом. Он состоял из плато-предшественников древних платформ, входивших в состав более ранних континентов Лаврентия, Фенносарматия, Украинского щита, Амазонии, Австралии и, возможно, Сибири, Сино-Корейской платформы и Калахарийской платформы. Существование континента Колумбия основано на геологических и палеомагнитных данных.

### Родиния
Роди́ния (от «Родина» либо от «родить») — гипотетический суперконтинент, предположительно существовавший в протерозое — эоне докембрия. Возник около 1,1 млрд лет назад и распался около 750 млн лет назад. В то время Земля состояла из одной гигантской части суши и одного гигантского океана, получившего название Мировия, также взятое из русского языка. Родиния часто считается древнейшим известным суперконтинентом, однако её позиция и очертания всё ещё являются предметами споров. После распада Родинии континенты успели ещё раз объединиться в суперконтинент Пангея и снова распасться.

### Лавруссия
Лавруссия (Еврамерика) — палеозойский суперконтинент, образовавшийся в результате коллизии Северо-Американской (древний континент Лаврентия) и Восточно-Европейской (древний континент Балтика) платформ во время каледонского орогенеза. Известны также названия Каледония, «Древний красный материк» (англ. Old Red Continent), «материк Древнего красного песчаника» (Old Red Sandstone Continent). В пермский период соединилась с Пангеей и стала её составной частью. После распада Пангеи стала частью Лавразии. В палеогене распалась.

### Гондвана

Исчезнувшие континенты

Гондва́на в палеогеографии — древний суперконтинент, возникший примерно 750—530 млн лет назад, долгое время локализовавшийся вокруг Южного полюса, включавший в себя практически всю сушу, в наше время расположенную в южном полушарии (Африка, Южная Америка, Антарктида, Австралия), а также тектонические блоки Индостана и Аравии, ныне переместившиеся в северное полушарие и ставшие частью Евразийского материка. В раннем палеозое Гондвана постепенно смещалась на север, и в каменноугольном периоде (360 млн лет назад) соединилась с североамериканско-скандинавским материком в гигантский протоконтинент Пангею. Затем во времена юрского периода (около 180 млн лет назад) Пангея вновь раскололась на Гондвану и северный континент Лавразию, которые разделил океан Тетис. 30 млн лет спустя, в том же юрском периоде, Гондвана постепенно стала распадаться на новые (нынешние) материки. Окончательно все современные материки — Африка, Южная Америка, Австралия, Антарктида и полуостров Индостан — выделились из Гондваны только в конце мелового периода, то есть 70—80 млн лет назад.

### Пангея

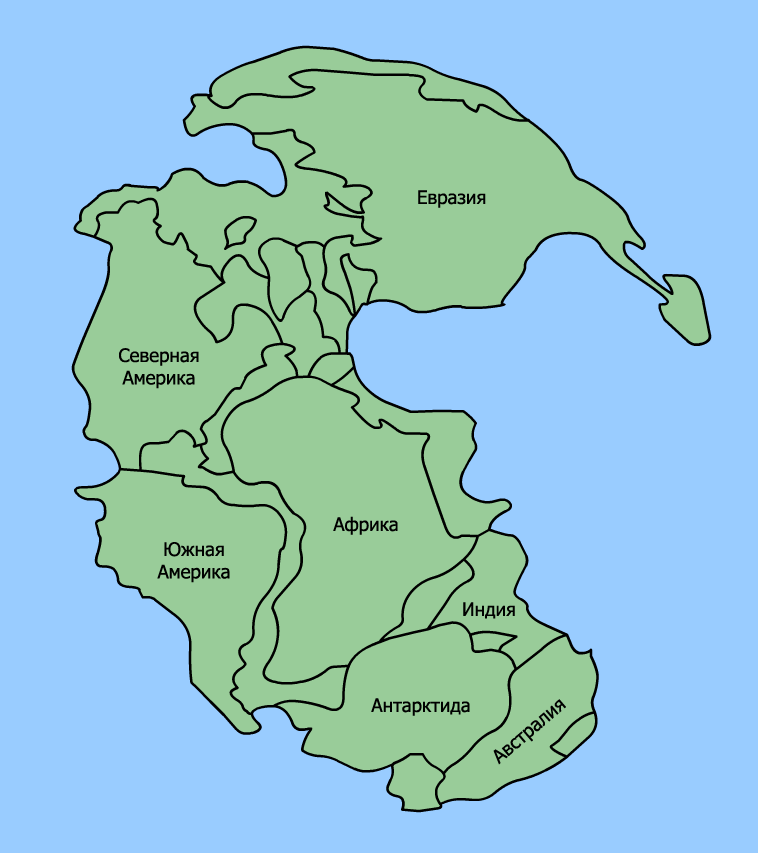
Пангея в окружении Панталассы

Панге́я (др.-греч. Πανγαῖα — «всеземля») — название, данное Альфредом Вегенером протоконтиненту, возникшему в эпоху палеозоя. Гигантский океан, омывавший Пангею с силурийского периода палеозоя и до раннего мезозоя включительно, получил название Панталасса (от др.-греч. παν- «все-» и θάλασσα «море»). Пангея образовалась в пермском периоде, и раскололась в конце триаса (примерно 200—210 млн лет назад) на два континента: северный — Лавразию и южный — Гондвану. В процессе формирования Пангеи из более древних континентов на местах их столкновения возникли горные системы, некоторые из них (например, Урал и Аппалачи) просуществовали и до нашего времени. Эти ранние горы гораздо древнее относительно молодых горных систем (Альп в Европе, Кордильер в Северной Америке, Анд в Южной Америке или Гималаев в Азии). Из-за длящейся много миллионов лет эрозии Урал и Аппалачи — сглаженные невысокие горы.

### Казахстания
Казахста́ния — среднепалеозойский континент, который находился между Лавруссией и Сибирской платформой. Он протягивается от Тургайского прогиба и Туранской низменности до пустынь Гоби и Такла-Макана.

### Лавразия
Лавра́зия — сверхконтинент, существовавший как северная часть разлома протоконтинента Пангеи (южная — Гондвана) в эпоху позднего мезозоя. Объединял бо́льшую часть тех территорий, которые составляют сегодня существующие континенты северного полушария — Евразию и Северную Америку, в свою очередь отколовшиеся друг от друга от 135 до 200 млн лет назад.

### Пангея Ультима
Представляется вероятным, что через 100—200 млн лет континенты снова соберутся в суперконтинент. Предполагаются разные возможные сценарии этого объединения, известные под названиями Пангея Ультима, Новопангея и Амазия.

### Зеландия

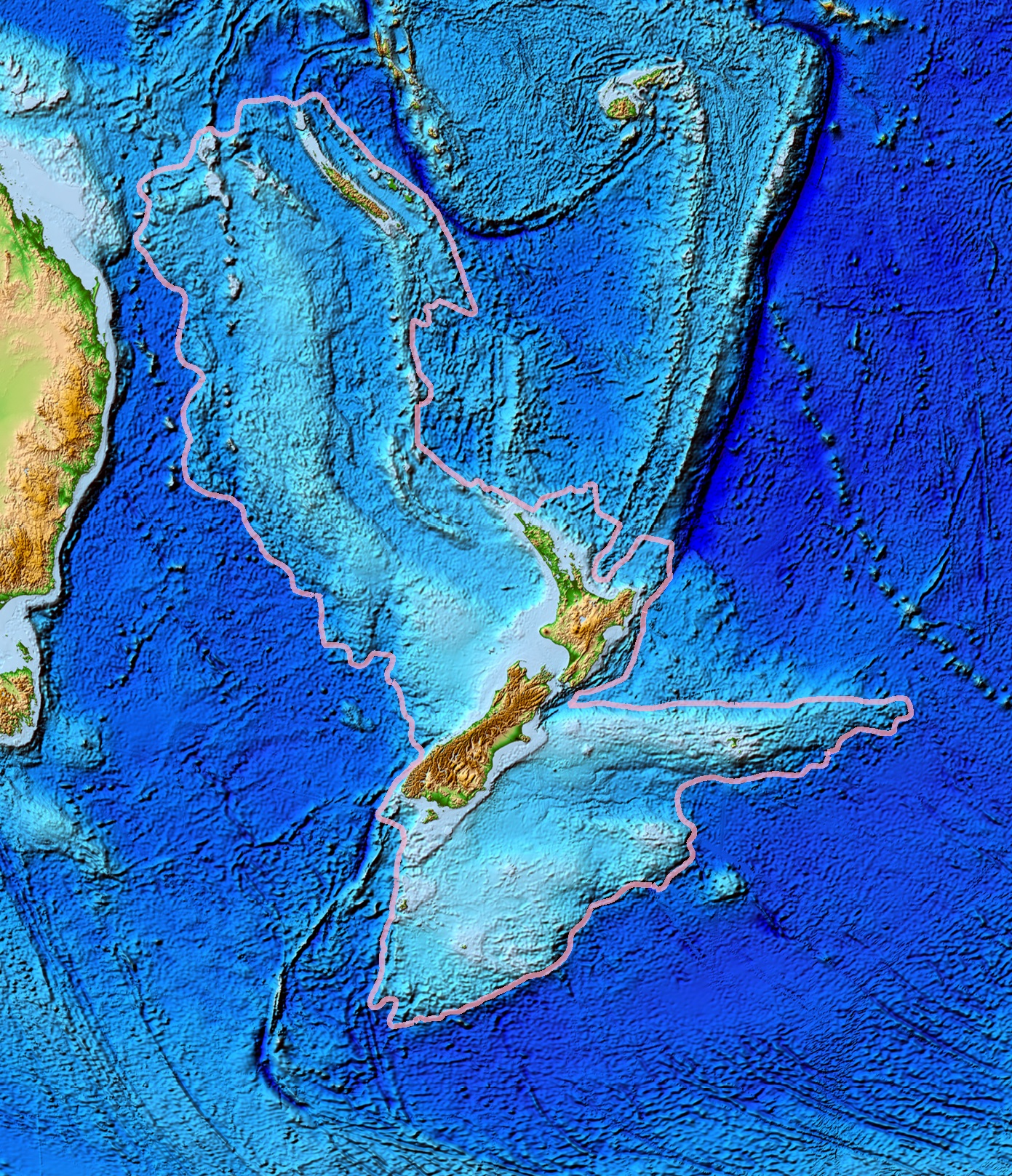
Топографическая карта Зеландии, на которой видно границы с Австралией, Фиджи, Вануату

Гипотетический континент, в настоящее время почти полностью затопленный. Откололся от Австралии 60—85 млн лет назад и от Антарктиды между 130 и 85 млн лет назад. Возможно, был полностью затоплен около 23 млн лет назад.

## «Седьмой континент»
Иногда «седьмым континентом Земли» поэтически называют Луну, которая стала следующим после Антарктиды крупным массивом твёрдой поверхности по первому посещению человеком и может оказаться следующей за Антарктидой по освоению человечеством.
Составляя с Землёй гравитационно связанную систему, Луна имеет площадь поверхности около 37,9 млн км² (между Африкой и Евразией).